# Ильдус (Татарстан)
Ильдус — деревня в Арском районе Татарстана. Входит в состав Шушмабашского сельского поселения.

## География
Находится в северо-западной части Татарстана на расстоянии приблизительно 30 км по прямой на север от районного центра города Арск.

## История
Основана в 1920-х годах.

## Население
Постоянных жителей было: в 1938—283, в 1949—185, в 1958—201, в 1970—140, в 1979 — 93, в 1989 — 44, 56 в 2002 году (татары 100 %), 59 в 2010.